# Marianne Moore
Pour les articles homonymes, voir Moore.
Œuvres principales
- (en)Collected Poems (1951)

Marianne Moore, née le 15 novembre 1887 et morte le 5 février 1972, est une écrivaine et poétesse moderniste américaine.

## Biographie

### Enfance et scolarité
Marianne Moore est née à Kirkwood (Missouri) dans le presbytère de l'Église presbytérienne où son grand-père maternel, John Riddle Warner, était pasteur. Son père, John Milton Moore, ingénieur en mécanique et inventeur, souffre d'un épisode psychotique, à la suite duquel ses parents se séparent avant sa naissance ; Moore ne l'a jamais rencontré. Elle et son frère aîné, John Warner Moore, ont été élevés par leur mère, Mary Warner Moore. Tout au long de leur vie, les membres de la famille s'écrivent de nombreuses lettres, s'adressant souvent les uns aux autres par des surnoms amusants inspirés des personnages du Vent dans les saules et utilisant un langage privé.
Comme sa mère et son frère aîné, Moore est restée une presbytérienne dévouée, fortement influencée par son grand-père, abordant sa foi chrétienne comme une leçon de force justifiée par les épreuves et les tentations ; ses poèmes traitent fréquemment des thèmes de la force et de l'adversité. Elle pense qu'il n'est pas possible de vivre sans foi religieuse. Moore vit dans la région de Saint-Louis jusqu'à l'âge de six ans. Après la mort de son grand-père en 1894, les trois enfants restent chez des parents près de Pittsburgh pendant deux ans, puis déménagent à Carlisle, en Pennsylvanie, où sa mère trouve un emploi d'enseignante d'anglais dans une école privée pour jeunes filles.
Moore entre au Bryn Mawr College en 1905. Elle en sort quatre ans plus tard après avoir étudié l'histoire, l'économie et les sciences politiques. Elle y obtient un diplôme de biologie en 1909. Le poète H.D. était l'un de ses camarades de classe pendant leur première année. À Bryn Mawr, Moore commence à écrire des nouvelles et des poèmes pour Tipyn O'Bob, le magazine littéraire du campus, et décide de devenir écrivain. Après avoir obtenu son diplôme, elle travaille brièvement au Lake Placid Club de Melvil Dewey, puis enseigne les matières commerciales à la Carlisle Indian Industrial School de 1911 à 1914.

### Carrière
Dès 1915, elle compose des poèmes publiés par les soins de T. S. Eliot, dans la revue Egoist. Harriet Monroe, rédactrice en chef, les décrira dans sa biographie comme possédant "une profondeur musicale elliptique".

En 1916, Moore déménage avec sa mère à Chatham, dans le New Jersey, une localité où l'on peut faire la navette avec Manhattan. Deux ans plus tard, le couple s'installe à Greenwich Village, à New York, où Moore fréquente de nombreux artistes d'avant-garde, en particulier ceux associés au magazine Others. Elle publie des poèmes dans la revue Poetry, ainsi que dans Others, fondée par Alfred Kreymborg en 1915, proche du mouvement imagiste et où publie également William Carlos Williams. Ce dernier écrit d'elle, en 1924 : 

« je crois que dans l'ensemble, de tous les écrivains américains, la plus constamment poète est Marianne Moore - non pas parce que ses vers sont invariablement très imagés, ce n'est pas le cas, ils ont souvent la qualité instructive des schémas, et non pas parce qu'elle donne à son travail certaines formes bien découpées - ses poèmes se passent de métrique la plupart du temps - mais je crois que son travail est le plus constamment celui d'un poète parce que son objet trouve invariablement son origine à la source même où naît la poésie - découlant constamment de l'objet de la poésie. Et que son œuvre possède en fait cette caractéristique, depuis cette source-là, encore plus distinctement lorsqu'elle évite la versification. L'objet de la poésie y est écrit et donc c'est de la poésie. »

Les poèmes novateurs qu'elle écrit à cette époque reçoivent les éloges d'Ezra Pound, de William Carlos Williams, de H.D., de T.S. Eliot et, plus tard, de Wallace Stevens.
Le premier livre de Moore, Poems, est publié à Londres sans son autorisation en 1921 par le poète imagiste H.D., le partenaire de H.D., le romancier britannique Bryher, et par Hilda Doolittle. La poésie ultérieure de Moore montre une certaine influence des principes des imagistes.
Son deuxième livre, Observations, remporte le prix Dial en 1924. Pendant ces années, elle travaille à temps partiel comme bibliothécaire, puis, de 1925 à 1929, elle édite le magazine The Dial, une revue littéraire et culturelle. Cette position dans la communauté littéraire et artistique étend son influence en tant qu'arbitre du goût moderniste ; bien plus tard, elle encourage de jeunes poètes prometteurs, dont Elizabeth Bishop, Allen Ginsberg, John Ashbery et James Merrill. Lorsque The Dial cesse d'être publié en 1929, elle s'installe au 260 Cumberland Street dans le quartier de Fort Greene à Brooklyn, où elle restera trente-six ans. En 1933, elle reçoit cette fois le prix Helen Haire Levinson de la revue Poetry. Elle continue d'écrire tout en s'occupant de sa mère malade, qui meurt en 1947. Pendant neuf ans, avant et après la mort de sa mère, Moore a traduit les Fables de La Fontaine. C'est son recueil Collected Poems de 1951 qui lui assure une certaine renommée dans les cercles littéraires. L'ouvrage lui vaut d'ailleurs le National Book Award, le Prix Pulitzer et le prix Bollingen. Dans l'introduction du livre, T. S. Eliot écrit "Ma conviction n'a pas changé au cours des 14 dernières années : les poèmes de Mlle Moore font partie du petit ensemble de poèmes durables écrits à notre époque".
En 1955, David Wallace, directeur de la recherche marketing pour le projet "E-car" de Ford, et son collègue Bob Young invitent Moore de manière informelle à suggérer un nom pour la voiture. Le raisonnement de Wallace était le suivant : "Qui mieux qu'un poète peut comprendre la nature des mots ?". En octobre 1955, Moore a été invitée à proposer des "noms inspirants" pour la voiture électrique et, le 7 novembre, elle a présenté sa liste de noms, qui comprenait des noms notables tels que "Resilient Bullet", "Ford Silver Sword", "Mongoose Civique", "Varsity Stroke", "Pastelogram" et "Andante con Moto". Le 8 décembre, elle a soumis son dernier et plus célèbre nom, "Utopian Turtletop". La voiture électrique a été baptisée Edsel par Ford.
Moore a correspondu avec Ezra Pound à partir de 1918 et lui a rendu régulièrement visite pendant son incarcération. Elle s'oppose dès le début à Benito Mussolini et au fascisme, ainsi qu'à l'antisémitisme de Pound. Républicaine, elle soutient Herbert Hoover en 1928 et 1932,,. Elle est une alliée et une amie de longue date du poète américain Wallace Stevens, comme en témoigne sa critique du premier recueil de Stevens, Harmonium, et, en particulier, son commentaire sur l'influence d'Henri Rousseau sur le poème "Floral Decorations for Bananas". Elle a également correspondu, de 1943 à 1961, avec l'artiste de collage reclus Joseph Cornell, dont les méthodes de collecte et d'appropriation étaient très proches des siennes.
Après des années de réclusion, elle devient une célébrité, prenant la parole dans des campus à travers le pays et apparaissant dans des essais photographiques publiés dans les magazines Life et Look. Moore devient membre de l'Académie américaine des arts et des lettres en 1955, est élue membre de l'Académie américaine des arts et des sciences en 1962 et reçoit en 1967 la médaille Edward MacDowell de la colonie MacDowell pour sa contribution exceptionnelle à la culture américaine. Moore a continué à publier des poèmes dans divers magazines, notamment The Nation, The New Republic, Partisan Review et The New Yorker, ainsi que divers livres et recueils de ses poèmes et de ses critiques.
Elle s'est installée au 35 West Ninth Street à Manhattan en 1965. Après son retour à Greenwich Village, elle est largement reconnue dans la ville pour son chapeau tricorne et sa cape noire. Elle aimait l'athlétisme et était une grande admiratrice de Mohamed Ali, pour lequel elle a écrit les notes de pochette de l'album de spoken word I Am the Greatest ! Elle s'est fait connaître en tant que fan de baseball, d'abord des Dodgers de Brooklyn, puis des Yankees de New York. Elle a lancé la balle pour ouvrir la saison au Yankee Stadium en 1968.
À l'âge de 81 ans, Moore a reçu la médaille nationale de littérature en 1968. Le comité chargé de su perviser l'attribution de cette médaille a déclaré "Marianne Moore, la première dame de la poésie, l'une des rares véritables inventeurs de poésie de notre époque, nous donne des indications d'une perfection exquise".
À l'instar de Robert Lowell, Moore a révisé un grand nombre de ses premiers poèmes à un stade ultérieur de sa vie. La plupart de ces œuvres révisées ont été publiées dans les Complete Poems de 1967. Des éditions en fac-similé des Observations de 1924, jusqu'alors épuisées, ont été publiées en 2002. Depuis lors, il n'y a pas eu de consensus critique sur les versions qui font autorité. Comme l'a écrit Moore, en épigraphe de Complete Poems, qui proposait son œuvre bien connue "Poetry" réduite de vingt-neuf à trois lignes, "les omissions ne sont pas des accidents" : "Les omissions ne sont pas des accidents",,. Dans un avant-propos à A Marianne Moore Reader en 1961, Moore a déclaré que son poème préféré était le Livre de Job.

### Fin de vie et décès
Marianne Moore a souffert d'une série d'attaques cérébrales au cours des dernières années de sa vie. Elle meurt en 1972 et ses cendres sont enterrées avec celles de sa mère dans le caveau familial au cimetière Evergreen de Gettysburg, en Pennsylvanie,. Au moment de sa mort, elle avait reçu de nombreux diplômes honorifiques et pratiquement tous les honneurs offerts à un poète américain. Le New York Times a publié une nécrologie d'une page entière. En 1996, elle a été intronisée au St. Louis Walk of Fame.

### Vie privée
Moore ne s'est jamais mariée. Son salon a été conservé dans sa disposition originale dans les collections du musée et de la bibliothèque Rosenbach à Philadelphie ; toute sa bibliothèque, ses bibelots (y compris une balle de baseball signée par Mickey Mantle), l'ensemble de sa correspondance, ses photographies et ses ébauches de poèmes peuvent être consultés par le public.

## Stylistique
Le poème le plus célèbre de Moore est peut-être celui qui s'intitule, à juste titre, "Poésie", dans lequel elle fait l'éloge des poètes qui créent "des jardins imaginaires avec de vrais crapauds à l'intérieur". Elle y exprime également son idée que le mètre, ou toute autre chose qui revendique le titre exclusif de "poésie", n'est pas aussi important que le plaisir de la langue et l'expression précise et sincère sous quelque forme que ce soit. Le mètre de Moore était radicalement différent de la tradition anglaise ; écrivant ses poèmes syllabiques après l'avènement du vers libre, elle a été encouragée à essayer des mètres jusqu'alors inutilisés.
Elle attribue à la poésie d'Edith Sitwell le mérite d'avoir "intensifié son intérêt pour le rythme et encouragé ses excentricités rythmiques". En réponse à une esquisse biographique en 1935, Moore indique qu'elle "aime la rime non accentuée, que le mouvement musical du poème est plus important que l'aspect conventionnel des lignes sur la page, et que la strophe est l'unité de composition plutôt que la ligne". Plus tard, dans ses Selected Poems de 1969, elle commente également sa forme poétique en disant que "dans tout ce que j'ai écrit, il y a eu des lignes dans lesquelles l'intérêt principal est emprunté, et je n'ai pas encore été capable de dépasser cette méthode hybride de composition".
Moore composait souvent ses poèmes en syllabes ; elle utilisait des strophes avec un nombre prédéterminé de syllabes comme "unité de sens", l'indentation soulignant les parallèles, la forme de la strophe indiquant la disposition syllabique, et sa voix de lecture transmettant la ligne syntaxique. Ces lignes syllabiques tirées de "Poetry" illustrent sa position : la poésie est une question de compétence et d'honnêteté sous quelque forme que ce soit, alors que tout ce qui est mal écrit, bien que sous une forme parfaite, ne peut pas être de la poésie :

« il n'est pas non plus valable
de discriminer les "documents commerciaux et les
Il n'est pas non plus valable de discriminer "les documents commerciaux et les livres d'école" : tous ces phénomènes sont importants. Il faut cependant faire une distinction
il faut cependant faire une distinction : lorsque des demi-poètes les mettent en avant, ce n'est pas de la poésie qui en résulte »

## Implication dans le mouvement du suffrage américain
Moore s'est impliquée dans le mouvement du suffrage américain dès ses années universitaires à Bryn Mawr, de 1905 à 1909 : Anna Howard Shaw venait de prendre la présidence de la National American Woman Suffrage Association ; Harriot Stanton Blatch créa la Equality League of Self Supporting Women, qui lança la pratique des défilés du suffrage ; et bientôt, en 1910, les femmes de l'État de Washington se virent accorder le droit de vote.
Les connaissances combinées de Moore en histoire, politique et économie en plus de l'engagement des professeurs et autres étudiants de Bryn Mawr en faveur du suffrage l'ont exposée au mouvement pour le suffrage des femmes. Le contexte était tout à fait particulier : "il s'agissait d'une "période unique dans l'histoire des universités féminines, où les valeurs du progressisme, l'éducation des femmes et l'idéologie des sphères séparées se sont rencontrées dans une sorte de tempête parfaite qui a créé un climat propice au changement culturel". Moore participe à une "société du suffrage", une section de la National College Equal Suffrage League, et elle est présente à la plupart de leurs événements. Dans ses lettres personnelles à sa famille, Moore écrit notamment qu'elle a assisté à Bryn Mawr à des conférences données par la célèbre féministe Jane Addams et la suffragette britannique Anne Cobden-Sanderson. Au sujet de la suffragette américaine Anna Howard Shaw, elle écrit : "Mlle Shaw a parlé hier soir de l'idéal démocratique moderne. Je ne saurais dire à quel point elle m'a ravie. Aucune créature décente, à moitié gentille, ne pourrait songer à lutter contre le suffrage si elle avait entendu ses arguments".
Moore se rendit à New York en 1909 avec une autre étudiante de Bryn Mawr, où elle écouta une conférence du juge Ben Lindsey, suffragiste du Colorado, assista à une réunion de masse sur le suffrage et vit la pièce classique de J. M. Barrie sur le thème du suffrage, What Every Woman Knows. On suppose que Moore participa également au défilé pour le suffrage des femmes de 1913 à Washington, D.C., Bien que dans ses lettres personnelles, elle ait dit à son frère Warner qu'elle n'avait pas participé au défilé après qu'il l'eut mise en garde contre les dangers possibles auxquels elle serait confrontée de la part des opposants au défilé, " son album de coupures de presse contient des programmes et des coupures de journaux sur le défilé", et elle a plus tard dit à la poétesse Elizabeth Bishop qu'elle avait "défilé avec les suffragettes, conduites par Inez Milholland sur son cheval blanc ".
Après ce défilé de 1913, Moore n'a jamais été aussi publique quant à son engagement dans le mouvement pour le suffrage, car elle a ensuite commencé à participer de manière anonyme, principalement par écrit, en utilisant un pseudonyme. Pendant son séjour à Carlisle, en Pennsylvanie, elle a admis des années plus tard avoir "écrit des articles sur le suffrage pour le journal de Carlisle", qui à l'époque semblaient avoir été rédigés de manière anonyme. Mary Chapman de l'université de British Columbia soutient que Moore était l'auteur des écrits suffragistes de l'époque dans les publications d'information de Carlisle et que cela pourrait être analysé en examinant son style d'écriture spécifique parallèlement à la prose et à la poésie suffragistes publiées dans le Carlisle Evening Herald en 1915 : "En outre, une lettre d'appel au mouvement pour le suffrage des femmes publiée dans le Carlisle Evening Sentinel est signée "Miss M.M.", ce qui, selon les spécialistes, pourrait signifier Marianne Moore, car "l'absence de toute autre femme suffragiste célibataire documentée dans la région de Carlisle avec les initiales M.M. Le poème "Silence" composé en 1924 par Moore ressemble également au style d'écriture de la lettre du Sentinel. Moore s'est établie en surface comme poète moderniste, et la pratique courante au sein du cercle des poètes modernistes était de ne pas s'engager dans la politique de l'époque ; mais ses écrits affichaient un "sous-texte politique sophistiqué".

## Postérité
- Son exécutrice testamentaire est la philanthrope Louise Crane[39].
- Le Rosenbach Museum à Philadelphie expose une réplique du salon où elle a vécu et travaillé durant plus de 40 ans.

## Principaux ouvrages
- Poems, 1921.
- Observations, 1924.
- Selected Poems, 1935, avec une préface de T. S. Eliot.
- The Pangolin and Other Verse, 1936.
- What Are Years, 1941.
- Nevertheless, 1944.
- A Face, 1949.
- Collected Poems, 1951.
- Fables of La Fontaine, 1954. Traduction en vers des Fables de La Fontaine.
- Predilections: Literary Essays, 1955.
- Idiosyncrasy and Technique, 1966.
- Like a Bulwark, 1956.
- O To Be a Dragon, 1959.
- Idiosyncrasy and Technique, 1959.
- The Marianne Moore Reader, 1961.
- Eight Poems, 1962, illustrés Robert Andrew Parker.
- The Absentee: A Comedy in Four Acts, 1962. D'après le roman de Maria Edgeworth.
- Puss in Boots, The Sleeping Beauty and Cinderella, 1963. Adaptations des contes de Charles Perrault.
- Dress and Kindred Subjects, 1965.
- Poetry and Criticism, 1965.
- Tell Me, Tell Me: Granite, Steel and Other Topics, 1966.
- The Complete Poems, 1967.
- The Accented Syllable, 1969.
- Homage to Henry James, 1971.
- The Complete Poems, 1981.
- The Complete Prose, 1986.
- The Selected Letters of Marianne Moore, 1997.